# Кляйнов, Георг
Георг Кляйнов (27 апреля 1873 — 20 октября 1936) — немецкий публицист, педагог и общественный деятель.

## Биография
Сын помещика, специалиста по сельскому хозяйству, работавшему при германской дипмиссии в России.
Начал свою карьеру офицером прусской армии, однако вынужден был уйти в отставку в результате травмы, полученной в ходе скачек. Изучал экономику в Кёнигсберге, Берлине, Париже и Женеве. В 1909—1920 гг. издатель журнала "Вести с границы" (Die Grenzboten), рупора национально-либеральной буржуазии. Издавал также и другие журналы.
В годы Первой мировой войны — руководитель пресс-службы Верховного командования Восточного фронта и генерал-губернаторства Варшава (оккупированной германскими войсками территории Царства Польского).
Кляйнов, как и многие другие представители консервативной публицистики (не в последнюю очередь, российские немцы на службе германского правительства), придерживался мнения об отторжении от России нерусских областей и установлении там главенства «немецкой культуры». В декабре 1915 г. вместе с Лонгином Цегельским, Фальком Шуппом и другими экспертами вошёл в руководство Объединением "Свободная Украина" (Freie Ukraine).
После войны выступил организатором «народных советов» (Volksräte) в Позене и Западной Пруссии. Председатель "Объединённых народных советов провинций Позен и Западная Пруссия". В 1922-1928 гг. путешествовал по Советскому Союзу и Азии. Впоследствии руководил евразийским семинаром Берлинской Высшей школы политики в ранге доцента.
Имел чин тайного советника.

## Сочинения
- Beiträge zur Lage der Hausindustrie in Tula. Leipzig: Duncker und Humblot, 1904.
- Aus Russlands Not und Hoffen. Berlin: C.A. Schwetschke und Sohn, 1906.
- Die Zukunft Polens. Bd. 1-2. Leipzig: Grunow, 1908, 1913.
- Das russische Problem // Die Vernichtung der englischen Weltmacht und des russischen Zarismus durch den Dreibund und den Islam. Berlin: Borngraber, 1915.
- Die Kaiser-Zeitung des Ost-Heeres. Lodz: [s. n.], 1915.
- Das Problem der Ukraina. Wien: Bund zur Befreiung der Ukraina, 1915.
- Die Polenfrage vor der Entscheidung. Berlin: Grenzboten, 1918.
- Der grosse Jahrmarkt von Nishnij Nowgorod. Erfurt: Gebr. Richters, 1925.
- Die deutsch-russischen Rechts- und Wirtschaftsverträge nebst Konsularvertrag vom 12. Okt. 1925. Berlin: Reimar Hobbing, 1926.
- Wirtschaftliche und soziale Spaziergänge an der Wolga und in Sibirien 1926. Düsseldorf: Bagel, 1926.
- Neu-Sibirien. Berlin: Reimar Hobbing, 1928.
- Russland in Asien. Berlin: Zentralverlag GmbH, 1928.
- Roter Imperialismus. Berlin: Julius Springer, 1931.
- Der Verlust der Ostmark. Berlin: Volk u. Reich, 1934.
- Turkestan. Leipzig: Koehler-Amelang, 1942 (издан посмертно, переработан Райнером Ольцшей).